# Номати, Кадзуёси
Кадзуёси Номати (яп. 野町 和嘉; род. 1946[…], Михара, Округ Хата, Коти) — японский фотограф.

## Биография
Он родился в 1946 году в префектуре Коти. В подростковом возрасте он увлекся фотографией. Поначалу он проявлял активность только в рамках школьных клубов, но позже это увлечение переросло в нечто большее.
В 1965 году он окончил техническую среднюю школу префектуры Коти (яп. 高知工業高等学校). С 1968 года он работал под руководством фотографа Такаси Кисимы, который в том же году принял его в ученики. В 1971 году он стал независимым, но в то время он работал только как рекламный фотограф. С 1972 года Кадзуёси Номати путешествует по миру, фотографируя религиозные обряды, мистические церемонии, воплощения духовных ценностей и проявления веры во всех её формах.
Он фотографировал многие регионы мира: Сахару, Эфиопию, Северную Африку, Тибет, Саудовскую Аравию, Индию, Анды. С конца 1980-х годов он в основном работал на Ближнем Востоке и в Азии, а с 2002 года — в Андах. В 1994 году он принял ислам, что позволило ему, помимо прочего, побывать в месте паломничества в хадже в Мекке (Немусульманам въезд в Мекку запрещён законом страны) и получить возможность подойти к Каабе, которая является мусульманской святыней в виде кубической постройки во внутреннем дворе мечети аль-Харам. С 1995 по 2000 годы он занимался исламом. Он посетил Мекку и Медину и позднее посвятил им отдельные публикации. Ни один фотограф до него не запечатлевал паломничество миллионов мусульман столь подробно. В середине 2010-х годов его компания начала уделять особое внимание Латинской Америке. Во время своего пребывания в Перу, Боливии и других частях Анд он изучает, как коренные народы развивали свои отношения с религией, особенно с католицизмом. По его словам, «XXI век станет веком глобализации и, напротив, возрождения религий во всех четырех уголках мира, возрождения культурной идентичности через вековые религиозные традиции».

## Награды
В 1990 году он стал лауреатом Премии поощрения новых художников в номинации «Изящные искусства» за свою фотоколлекцию «Нил» и другие работы. В 2009 году он был награжден медалью «Пурпурная лента» . 